# Pokolj u Pidjiguitiju
Pokolj u Pidjiguitiju bio je incident koji se dogodio 3. kolovoza 1959. u dokovima Pijiguiti pomorske luke u Bissauu u Portugalskoj Gvineji. Radnici na dokovima stupili su u štrajk tražeći veću plaću, ali je upravitelj pozvao PIDE, portugalsku državnu policiju, koja je pucala u gomilu ubivši najmanje 25 ljudi. Vlada je okrivila revolucionarnu skupinu Afrička partija za nezavisnost Gvineje i Zelenortskih otoka (PAIGC) uhitivši nekoliko njezinih članova. Incident je natjerao PAIGC da napusti svoju kampanju nenasilnog otpora što je dovelo do Rata za nezavisnost Gvineje Bisau 1963. godine.

## Pozadina
U 1950-ima, portugalski konglomerat Companhia União Fabril kontrolirao je veći dio trgovine na dokovima Pijiguiti preko podružnice pod nazivom Casa Gouveia. Iako je portugalska kolonijalna vlada tih godina donijela niz reformi kako bi pokušala ugušiti rastuće antikolonijalno raspoloženje i želje za neovisnošću u regiji, niske plaće i loši radni uvjeti i dalje su služili kao katalizatori društvenih nemira.
Prvi veliki štrajk lučkih radnika zaposlenika Casa Gouveia dogodio se 6. ožujka 1956. Tom je prilikom portugalskim snagama sigurnosti i PIDE (politička policija) naređeno da ne koriste silu protiv radnika u štrajku, vjerojatno kako bi se izbjegla eskalacija sukoba. Radnici su, shvativši ovakav razvoj događaja, pokušali silom zauzeti dokove, a bilo je potrebno policijsko pojačanje. Na kraju su izvršena uhićenja, ali ta je epizoda ostavila policiju poniženom.
Štrajk 1956. bio je u konačnici neuspješan, a plaće su ostale iznimno niske. Nastavak rastućih nemira među lučkim radnicima bio je očit čak i visokim kolonijalnim dužnosnicima, uključujući vojnog podtajnika Francisco da Costa Gomesa koji je krajem 1958. primijetio da je pobuna lučkih radnika vjerojatna i savjetovao guverner da zadovolji zahtjeve radnika za plaće u interesu stabilnosti. Ovaj savjet, međutim, nikada nije proveden u praksi.
Pripreme za još jedan štrajk organizirane su krajem srpnja 1959., a radnici su se sastali ispod palmi na rivi kako bi razgovarali o detaljima. Zato je Amílcar Cabral ponekad je incident nazivao "pokoljem na rivi Pijiguiti".

## Pokolj
Ujutro 3. kolovoza lučki su se radnici trebali sastati s Antoniom Carreirom, upraviteljem Casa Gouveia, kako bi pregovarali o povećanju plaća. Unaprijed su odlučili potpuno prekinuti rad u 3 sata popodne ako im se ne udovolji zahtjevima. Sastanak nije urodio plodom, a radnici su prekinuli rad kako je planirano. Carreira je pozvao PIDE koji je stigao oko 4 sata i zahtijevao od radnika da nastave s radom. Štrajkaši su to odbili i nastavili se zabarikadirati zatvarajući vrata rive. Mašući veslima i harpunima, štrajkaši su se naoružali u pokušaju da odvrate policiju od upada.
Policija je, umjesto da riskira poraz u otvorenoj borbi, otvorila vatru na štrajkaše, bacajući čak i granate. Radnici nisu imali kamo pobjeći, a veliki broj je ubijen u roku od oko 5 minuta. Nekolicina je uspjela pobjeći preko vode u vlastitim čamcima, ali većina ih je progonjena i uhićena ili ubijena u vodi. Između 25-50 radnika poginulo je na licu mjesta, uz mnogo više ranjenih.
Vijest o pokolju brzo se proširila, a članovi revolucionarne skupine PAIGC su brzo stigli na lice mjesta. PAIGC je bio svjestan planova za napad i podržao je manevar kao čin građanskog otpora protiv kolonijalne vlade. PIDE je brzo uhitio članove PAIGC-a, uključujući Carlos Correia. Uključivanje PAIGC-a dalo je kolonijalnim vlastima zgodnog žrtvenog jarca na kojeg su mogli svaliti krivnju za nemire.

## Posljedice
Vlasti su okrivile PAIGC za poticanje nezadovoljstva među radnicima, a pristaše stranke morali su ponovno razmisliti o dugoročnim strategijama za postizanje svojih ciljeva. U rujnu 1959. Cabral i nekoliko članova PAIGC-a sastali su se u Bissauu i odlučili da nenasilni prosvjedi u gradu neće donijeti promjene. Zaključili su da je jedina nada za postizanje neovisnosti oružana borba. Ovo je bila početna točka 11-godišnje oružane borbe (1963. – 1974.) u Portugalskoj Gvineji koja je suprotstavila 10.000 vojnika PAIGC-a koje je podržavao Istočni blok protiv 35.000 portugalskih i afričkih vojnika, i na kraju će dovesti do neovisnosti Zelenortskih otoka i cijela Portugalske Afrike nakon Revolucije karanfila 1974. u Lisabonu.

## Komemoracija
Dan pokolja, 3. kolovoza, javni je dan sjećanja u Gvineji Bisau.
U blizini dokova sada postoji velika crna šaka poznata kao “Timbina ruka” koja je podignuta kao spomenik ubijenima.

## Unutarnje poveznice
- Rat za nezavisnost Gvineje Bisau
- Pokolj u Wiriyamuu
- Pokolj u Batepáu
- Pobuna Baixa de Cassanje